# Kerianthera preclara
Kerianthera preclara är en måreväxtart som beskrevs av Joseph Harold Kirkbride. Kerianthera preclara ingår i släktet Kerianthera och familjen måreväxter. Inga underarter finns listade i Catalogue of Life.